# Marco Cassiman
Marco 'Kazzen' Cassiman (Ninove, 26 april 1956) is een Belgische muzikant die meestal opereert onder de naam Kazzen en Koo, waarmee hij onder meer de finale bereikte van de eerste Humo's Rock Rally.
In 1985 vormde Cassiman Whammerjammers, een livegroep met onder meer Fons Sijmons, Tony Boast, Patrick Riguelle, Alan Gevaert, Patrick De Witte, Willy Willy, etc.
In die periode speelde hij ook bluesharp op platenopnames van Raymond van het Groenewoud en Roland Van Campenhout. Cassiman speelde ook in Van het Groenewouds toenmalige begeleidingsband.
In 1986 verscheen de debuut-ep Kazzen. De single Niet te doen werd een radio-hit. Daarna bracht Cassiman ongeveer om de tien jaar een nieuw album uit. Het laatste album Voordentijddawiernogzijn werd thuis opgenomen en bevat bijdragen van onder meer Roland, Mirco Banovic, Tom De Wulf, Sam Gysel, Pieter Van Bogaert, Mich Walschaerts, Raf Walschaerts en Kathleen Vandenhoudt.

## Discografie
- 2009 Voordentijddawiernogzijn (lp)
- 1998 Dansen op de vulkaan
- 1988 Straatloper (lp)
- 1986 Niet te doen (single)
- 1986 Kazzen (ep)
- 1978 Wat ik geleerd heb in dit leven (single)